# Сахани
Сахани (Сахана) — покинутый аул в Галанчожском районе Чеченской Республики. Входит в Мелхйистинское сельское поселение.

## География
Аул расположен на границе Чеченской Республики и Грузии, на правом берегу реки Мешехи, к юго-западу от районного центра Галанчож.
Ближайшие населённые пункты: на северо-западе — Икильчи, Терти и Меши, на юго-востоке — Коротах, на северо-востоке — Нахорусты и Цинчемехи.

## История
Аул Сахани ликвидирован в 1944 году во время депортация чеченцев. После восстановления Чечено-Ингушской АССР чеченцам было запрещено возвращаться в свои исконные районы: Галанчожский, Шатойский и Итум-Калинский.